# ホルトホール大分

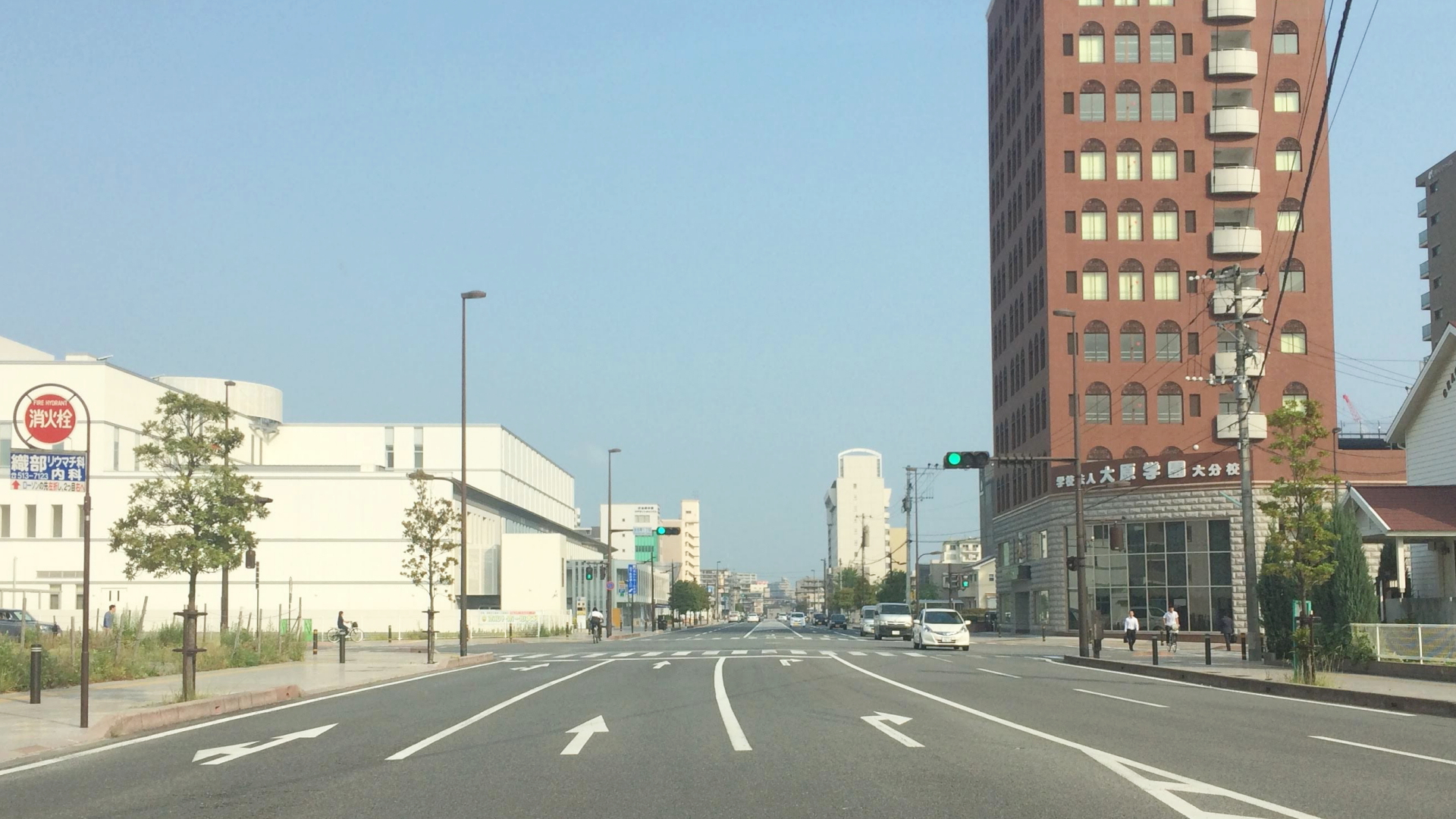
都市計画道路大道金池線の金池南１丁目交差点付近（2014年5月）

ホルトホール大分（ホルトホールおおいた）は、大分県大分市の大分駅南側（上野の森口側）にある複合文化交流施設。

## 概要
大分駅周辺総合整備事業の一環として大分駅南地区の中核的施設として整備された施設で、大分駅上野の森口（南口）前の角地に位置し、大分駅から上野の森に至る幅員100mの都市計画道路大分駅上野丘線（大分いこいの道、シンボルロード）、及び、日豊本線等に並行する都市計画道路大道金池線に面している。

## 沿革
大分駅周辺では1996年（平成8年）から高架化事業が行われ、これに伴って大分駅周辺総合整備事業が進められている。かつて線路で分断されていたため府内中央口（北口）側に比べて開発が遅れていた上野の森口（南口）側は、この整備事業で情報文化都心と位置付けられており、その中核施設として、「（仮称）複合文化交流施設」の建設が計画された。
2009年（平成21年）8月には、事業者として、日本管財を代表とし、前田建設工業、東亜建設工業、梅林建設、佐伯建設、九電工、菱熱からなる「大分駅南まちなみづくりグループ」が選定され、2011年（平成23年）3月末に建築工事に着工した。
2011年（平成23年）7月には施設の名称の公募が行われ、同10月に1,745点の応募の中から「あえる大分」、「ソーリン・ホール」、「ホルトホール大分」の3案に絞り込んだ上で市民投票が行われ、最多票数を獲得した「ホルトホール大分」に名称が決定した。この名称は、大分市の木であるホルトノキに因むものである。
施設のオープンは2013年（平成25年）7月20日。指定管理者は、日本管財九州本部を代表とし、九電工大分支店、コンベンションリンケージ、プランニング大分、学校法人後藤学園を構成員とする「ホルトホール大分みらい共同事業体」。
2017年（平成29年）10月に大分ケーブルテレコムが命名権を獲得し、2018年（平成30年）1月4日から2021年（令和3年）3月31日までの間、通称がJ:COM ホルトホール大分（J:COM HorutoHall OITA）となった。

## 施設概要

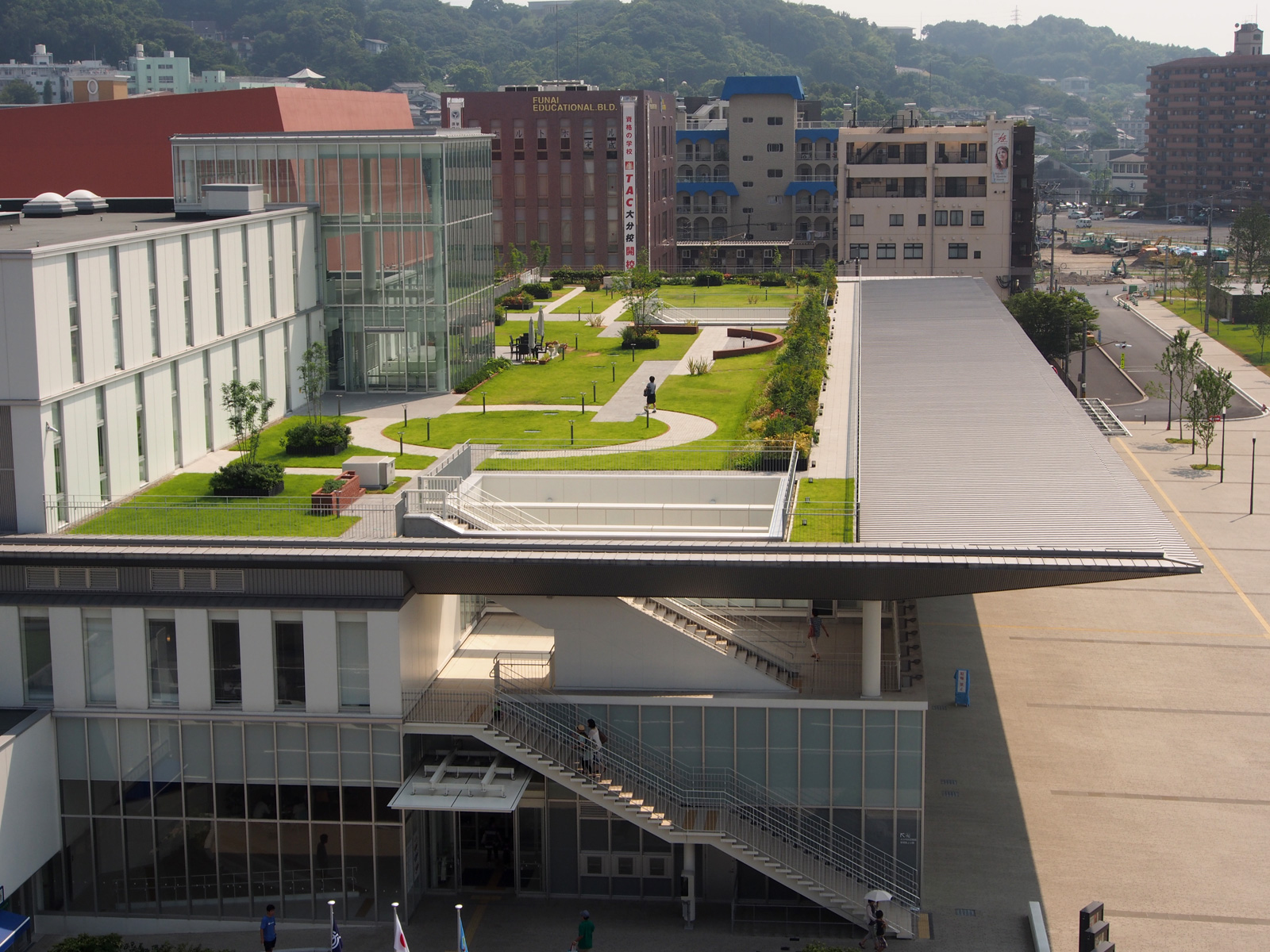
屋上公園

- 構造形式 - 鉄骨造、一部鉄骨鉄筋コンクリート造
- 階数 - 地上4階、地下1階
- 敷地面積 - 18,970.61m2
- 延床面積 - 36,904,66m2[7]

以下の施設を備えている。
- 文化関連[10]
  - 大ホール（1,201席）[11]
  - 小ホール（202席）[11]
  - スタジオA/B/C - 33m2、18m2、8m2の3室。
- 教育・情報関連[12]
  - 大分市民図書館
  - サテライトキャンパスおおいた - 県内大学のサテライトキャンパス。
  - まちづくり情報プラザ
- 産業関連[13]
  - 大分市産業活性化プラザ - 創業支援ルーム等。
- 福祉・健康関連[14]
  - 会議室 - 17室
  - 障がい者福祉センター - 福祉交流ひろば（体育室）、ウォーキングプール、福祉用具展示相談室、福祉用具体験室等。
  - 健康プラザ - トレーニングルーム、キッチンスタジオ、ヘルスアップルーム。
  - シニア交流プラザ
  - 子育て交流センター - 中央こどもルーム、にこにこルーム、子育て情報サロン等。
  - ひとり親家庭支援プラザ
  - 人権啓発センター（ヒューレおおいた）
  - 大分市社会福祉協議会
  - 福祉関係団体事務室
  - 大分市桜ヶ丘保育所
- その他[15]
  - 駅南屋上公園 - 3階部分に位置し、シンボルロードから出入りできる。開放時間は9:00-22:00[16]。
  - 駅南キッズステーション にゃ～ご - 本施設利用者の児童の一時保育施設。
  - カフェレストラン Horuto Garden - 営業時間は、11:00-22:00[16]。
  - J:COM ホルトホールスタジオ - サテライトスタジオ。
  - MNCタウン
    - ほうわホルトホールプラザ - 豊和銀行の資産運用、ローン専門店舗[17]。
    - 南蛮珈琲館ホルトホール店
    - 全国健康保険協会大分支部

  - 防災備蓄倉庫

## 他の施設との関係
- OASISひろば21
  - iichiko総合文化センター - 多目的ホールを有する点で共通する。
- 大分文化会館 - 多目的ホールを有する点で共通する。ホルトホール大分の開館に伴い、2013年10月に閉館。
- コンパルホール - ホルトホール大分への移転前に市民図書館が入居していた。ホルトホール大分の開館後も規模を縮小して市民図書館コンパルホール分館が置かれている。
- 大分市社会福祉センター - 社会福祉関連の複合施設。ホルトホール大分内に同等の機能を有する施設が設けられたため、2013年6月末に閉館。